# بيت السوق (المفتاح)

تعديل مصدري - تعديل

بيت السوق هي إحدى قرى عزلة الجبر الاسفل بمديرية المفتاح التابعة لمحافظة حجة، بلغ تعداد سكانها 169 نسمة حسب تعداد اليمن لعام 2004.